# Квадратная решётка
|                             |                               |
| Вертикальный квадрат Simple | Диагональный квадрат Centered |

Вертикальная квадратная мозаика. Вершины всех квадратов вместе с их центрами образует квадратную решётку. Центры квадратов одного цвета образуют диагональную решётку, которая в √2 раза больше решётки вертикальных квадратов.

Квадратная решётка — это вид решётки в двумерном евклидовом пространстве. Решётка является двумерной версией целочисленной решётки и обозначается Z2. Решётка является одной из пяти типов двумерных решёток, классифицированных по группам симметрии, Группа симметрии решётки в обозначениях IUC — p4m, в нотации Коксетера — [4,4], а в орбифолдной нотации —  *442.
Две ориентации решётки наиболее популярны. Обычно квадраты решётки размещаются так, что стороны квадрата вертикальны и горизонтальны (будем называть это вертикальной решёткой), либо стороны квадратов расположены под углом 45 градусов по отношению к осям. В последнем случае решётку иногда называют центрированной квадратной решёткой.

## Симметрия
Симметрия квадратной решётки — это группа обоев p4m. Орнамент с этой решёткой симметрии переноса не может иметь более высокую степень симметрии, чем сама решётка, но может иметь меньшую степень.
Вертикальную квадратную решётку можно рассматривать как диагональную решётку с размером сетки в √2 раза больше и центры этой решётки находятся в центре квадратов. Соответственно, после добавления центров квадратов в квадраты вертикальной решётки мы получаем решётку в √2 раза меньшую исходной решётки.
Орнамент с 4-кратной вращательной симметрией имеет квадратную решётку 4-кратных центров вращения, которая в √2 раза мельче и расположена диагонально по отношению к исходной решётке симметрии переноса.
По отношению осей отражения существует три возможных ситуации:
- Отсутствие симметрии. Это группа обоев p4.
- В четырёх направлениях. Это группа обоев p4m.
- В двух перпендикулярных направлениях. Это группа обоев p4g. Точки пересечения осей отражения образуют квадратную решётку, которая по размерам и по направлениям совпадает с квадратной решёткой центров вращения.

| p4, [4,4]+, (442) | p4g, [4,4+], (4*2)                                                                                       | p4m, [4,4], (*442) |
| --- | --- | --- |
| | | |
| Группа обоев p4, с расположением внутри примитивной ячейки 2- и 4-кратных центров вращения (верно и для p4g и p4m). Фундаментальная область показана жёлтым цветом. | Группа обоев p4g. Есть оси отражения в двух направлениях, не проходящие через 4-кратные центры вращения. | Группа обоев p4m. Есть оси отражения в четырёх направлениях, проходящие через 4-кратные центры вращения. В двух направлениях оси отражения ориентированы так же и с той же плотностью, что и для p4g, но сдвинуты. В двух направлениях они в √2 плотнее. |